# Nyāmati
Nyāmati är en ort i Indien.   Den ligger i distriktet Davanagere och delstaten Karnataka, i den södra delen av landet, 1 600 km söder om huvudstaden New Delhi. Nyāmati ligger 605 meter över havet och antalet invånare är 10 338.
Terrängen runt Nyāmati är huvudsakligen platt, men västerut är den kuperad. Runt Nyāmati är det tätbefolkat, med 411 invånare per kvadratkilometer. Närmaste större samhälle är Honnāli, 12,5 km nordost om Nyāmati. Omgivningarna runt Nyāmati är en mosaik av jordbruksmark och naturlig växtlighet.